# Matic Strgar
Matic Strgar, slovenski kolesar.
Tekmuje za kolesarski klub Radenska Powerbar.